# Justifikacija
 Justifikacija  je drama Toneta Partljiča iz leta 1986.

## Obnova

### Osebe
- Darka, dijakinja.
- Lovšetova, njena mama.
- Zvonko, dijak.
- Jože, Ančka, Milan, Črto, Roman, Fedja, vosovci.
- Dr. Marko, bivši ban.
- Markova, njegova žena.
- Prevzvišeni, slovenski škof.
- Jera, njegova sestra.
- Tajnik.
- Božič, župnik, knjižničar v škofiji.
- Rošker, kaplan s sv. Jošta.
- Tašča dr. Marka, služkinja, skvadrist.

Godi se v Ljubljani leta 1942.

### I
Zvonko inštruira Darko, a dekle ima v glavi druge stvari. Zaljubljena je vZvonka, zato je uro pomaknila nazaj, da bi bil fant dalj časa pri nji. Zvonkozamudi policijsko uro, na ulici ga Italijani aretirajo in odpeljejo v zapor. Obupana Darka in njena mati prosita podnajemnika Jožeta, uradnika v italijanski banki, naj posreduje za fanta, mati pa bo prosila za pomoč škofa.

### II
Roman in Ančka se v opuščeni delavnici koles sestaneta s Fedjo. To je dobildirektivo, da je treba razbiti Belo gardo, zato bodo justificirali njenega glavnega organizatorja dr. Marka. Roman ima pomisleke zaradi italijanskih represalij, a je discipliniran, za izvršitelja določiJožeta.

### III
Sestanek likvidatorske skupine: Jože bo prodrl v banovo hišo, preoblečen vduhovnika, Ančka je zbrala vse podatke; določijo potek in datum akcije. Jože prosi Romana, naj posreduje za Zvonka, zanj pa zastavi besedo, da bi ga po akciji poslali v partizane, saj mu je mesto že zdaj prevroče.

### IV
Rošker poroča banu, kako so njegovi fantje sodelovali v ofenzivi, rad bi več orožja. Dr. Marko je jezen na Italijane, če bi prej dopustili Belo gardo, bi ta žeopravilo s komunisti, lahko bi v miru čakali, da bi svet naredil svoje, potem bi se otresli še Lahov in Slovenija bi bila naša! Zdaj pa si še iz hiše ne upa, črni križi na koledarju se množijo: Praprotnik, Ehrlich, Kikelj, Župec... Ženo, ki ga hočespraviti v opero, ostro zavrne: ne bo šel nikamor, naj mu le očita strahopetnost, toda on hoče ostati živ! Žena s posmehom odide sama, njemu pa kmalu zatem sporočijo, da so sredi mesta pravkar ubili enega njihovih.

### V
Lovšetovi se posreči prodreti do obleganega škofa, prosi ga za rešitevZvonka. Škof, ki pomaga, če le more, zadevo prepusti Tajniku, sam pa Božiču skrivaj izroči svete predmete za vernike v partizanih. Vodstvo OF pritiska nanj, naj obsodi Belo gardo, Sveti oče je izdal protikomunistično okrožnico; tudi ban pritiska, naj škof bolj odločno obsodi komunizem, utrdi Belo gardo, obišče postojanke, zagrozi z izobčenjem, govor na grobu najnovejše žrtve bo prava priložnost za to! Toda škof se izmika, neodločen je, medel: njegova naloga je, da govori o bogu, ne o boju... Dr. Marko jezen in razočaran odide.

### VI
Skupina vosovcev ponavlja natančen razpored dogodkov za naslednji dan.

### VII
Jože, preoblečen v kaplana Smolnikarja, brez težav prodre do dr. Marka in ga ustreli. Nastane preplah, v katerem se Jože srečno reši s skokom skozi okno, nad okrvavljenim banovim truplom pa vsa iz sebe kličeta na pomoč žena in sin.

### VIII
Markova se potrta pripravlja na dolžnosti, povezane s pogrebom, koItalijani pred banovo hišo začno streljati talce. Markova se divje upre: ne ubijajte,v tej hišinoče več živeti, prekleti bodo za vedno, ne ubijajte! Njen upor je seveda zaman, Italijani ustrelijo 24 talcev, med njimi pade tudi Zvonko.

### IX
Škof s Tajnikom pripravlja pogrebni protokol za ubitim banom, pri tem od italijanskega podprefekta sliši besede, ki ga presunejo: »Protikomunistična milicaje nam Italijanom koristna, bo pa med Slovenci povzročila sovraštvo, ki bo trajalo desetletja.« Škof se zateče v molitev, noče sprejeti Roškerja, vendar tudi za rešitev talcev in Zvonka ni storil nič - to je vse komunistična mladino! Breme je zanj pretežko, se posebej ko zve, da je Božič izginil iz škofije. Seveda ga bo takojekskomuniciral, a Gospod ga pretrdo preizkusa...

### X
Fedjo čestita likvidatorjem za uspešno opravljeno nalogo, sporoči jim Krištofovo odločitev, da bodo z justifikacijami v Ljubljani za nekaj časa prenehali; Jože in Ančka naj izgineta v ilegalo, spomladi bosta morda lahko sla v hosto. Jožeje prizadet zaradi Zvonkove smrti, ne more se sprijazniti s tem, da je to samo»iverje«, ki odletava, kjer se seka les. Potrt odide, Roman in Ančka pa se sprašujeta: kakšni bodo po vseh teh ranah, kako bodo nanje gledali njihovi otroci, če jih bodo sploh imeli - jih bodo razumeli? Bodo razumeli vse to?